# 善仁寺 (文京区小日向)
善仁寺（ぜんにんじ）は、東京都文京区にある浄土真宗本願寺派の寺院。

## 歴史
鎌倉時代後期、円通坊了宗によって開山された。円通坊了宗は俗名「靏高善仁」といい、1290年（正応3年）の覚如の巡錫をきっかけに門徒（浄土真宗の信者）となり、後に自宅を寺院化した。これが当寺の起源である。
戦国時代の後北条氏の浄土真宗迫害に際しては、「当寺は真言宗の寺」と言い張ることで、何とか破却を免れることができた。ただ、その時の影響で、「善仁寺は元々真言宗の寺で、後に浄土真宗になった」と認識する人が多くなったという。

## 寺宝等
- 阿弥陀如来像（本尊）
- 宗祖坐像
- 第八代蓮如坐像

## 交通アクセス
- 江戸川橋駅4番出口より徒歩6分（経路案内）。